# 캐서린 로스
캐서린 로스(영어: Katharine Ross, 1940년 1월 29일 ~ )는 미국의 배우이다. 1967년 영화 《졸업》의 일레인 로빈슨 역을 통해 이름을 알리기 시작했으며, 이 역으로 아카데미 여우조연상 후보에 올랐으며, 골든 글로브상 신인여우상을 수상했다. 이외에 1969년 영화 《내일을 향해 쏴라》에서 에타 플레이스 역을 맡아 영국 아카데미 여우주연상을 수상하기도 하였다.

## 출연 작품
- 졸업 (1967) - 일레인 로빈슨 역
- 내일을 향해 쏴라 (1969) - 에타 플레이스 역
- 내일을 향해 달려라 (1969) - 롤라 역
- 스텝포드 와이브스 (1975) - 조애나 이버하트 역
- 세인트 루이스호의 대학살 (1976) - 미라 하우저 역
- 스웜 (1978) - 헬레나 역
- 도니 다코 (2001) - 릴리언 서먼 박사 역
- 더 히어로 (2017) - 발 역